# Lluny del brogit mundà
 Lluny del brogit mundà (títol original en anglès: Far from the Madding Crowd) és una pel·lícula britànica de John Schlesinger, estrenada el 1967. Ha estat doblada al català.

## Argument
Adaptació de la novel·la homònima de Thomas Hardy. Bathsheba Everdene (Julie Christie), una atractiva i seductora dona, és propietària de la granja més gran de la comarca.
Gabriel Oak és un jove pastor, i quan per una desgràcia perd tot el seu ramat, troba feina a la granja de Bathsheba, la noia de qui sempre ha estat enamorat, però que ni tan sols és conscient de la seva presència. William Boldwood, un dels propietaris de la zona, li demana a Bathsheba que es casi amb ell, però ella el rebutja. Una nit, Bathsheba, coneix el sergent Frank Troy, famós galant, i addicte al joc, s'enamora i decideix casar-se amb ell. És un matrimoni amb un home que li agraden les cartes i no s'ha oblidat de Fanny, la seva nòvia anterior. A més, quan Fanny mor donant a llum un nen, Frank es torna boig i s'escapa de casa. La seva roba la troben al mar, però no hi ha rastre de l'home. Tots creuen que s'ha ofegat i William de nou demana casar-se amb Bathsheba. La noia hi està d'acord, dient que s'hi casarà quan faci sis anys de la desaparició de Frank.

## Repartiment
- Julie Christie: Bathsheba Everdene
- Terence Stamp: sergent Francis "Frank" Troy
- Peter Finch: William Boldwood
- Alan Bates: Gabriel Oak
- Fiona Walker: Liddy
- Prunella Ransome: Fanny Robin
- Alison Leggatt: Mrs. Hurst
- Paul Dawkins: Henery Fray
- Julian Somers: Jan Coggan
- John Barrett: Joseph Poorgrass
- Freddie Jones: Cainy Ball

## Premis i nominacions

### Premis
Premi del National Board of Review 1967 al millor actor: Peter Finch
Premi del National Board of Review 1967 a la millor pel·lícula en anglès.

### Nominacions
1968: Oscar a la millor música original per Richard Rodney Bennett
BAFTA a la millor fotografia per un film britànic per Nicolas Roeg
BAFTA al millor vestuari per Alan Barrett
Globus d'Or a la millor pel·lícula dramàtica
Globus d'Or al millor actor dramàtic per Alan Bates
Globus d'Or a la millor actriu secundària per Prunella Ransome.

## Crítica
"Sens dubte, una de les pel·lícules més aconseguides de Schlesinger. Perfecta ambientació i interpretacions aconseguides per a un drama excel·lent de l'època. (...)